# Wardenik
Wardenik – wieś w Armenii, w prowincji Gegharkunik. W 2011 roku liczyła 9880 mieszkańców.